# 비악유대하늘다람쥐
비악유대하늘다람쥐 또는 비악주머니하늘다람쥐(Petaurus biacensis)는 주머니하늘다람쥐과에 속하는 유대류의 일종이다. 인도네시아 서파푸아의 스쿠텐 지역의 토착종이다. 비악과 수피오리, 오이 섬에서 발견된다.

## 특징
비악유대하늘다람쥐의 몸길이 분포는 130mm부터 150mm 사이이고, 몸무게는 79~100g 정도이다.